# Az FC Bayern München története

Az FC Bayern München alapító okirata

Az FC Bayern München (teljes nevén: Fußball-Club Bayern München eingetragener Verein) Németország egyik legismertebb labdarúgócsapata. A csapatot Franz John, első klubelnök alapította 1900. február 27-én Münchenben.
Az FC Bayern München olyan világhírű labdarúgókat vonultatott fel történelme során, mint Franz Beckenbauer, Gerd Müller, Sepp Maier, Paul Breitner, Uli Hoeneß, Hans-Georg Schwarzenbeck, Karl-Heinz Rummenigge, Klaus Augenthaler, Andreas Brehme, Jean-Marie Pfaff, Lothar Matthäus, Jürgen Kohler, Jean-Pierre Papin, Stefan Effenberg, Jürgen Klinsmann, Mehmet Scholl, Oliver Kahn, Patrik Andersson, Bixente Lizarazu, Giovane Élber, Owen Hargreaves, Roy Makaay, Luca Toni, Miroslav Klose, Philipp Lahm, Bastian Schweinsteiger, Mark van Bommel, Franck Ribéry, Arjen Robben, Mats Hummels,Thomas Müller, Manuel Neuer, Mario Gómez, Toni Kroos, David Alaba, Mario Götze, Javi Martínez, Jérôme Boateng és Xabi Alonso.

## A klub története

### 1900–1923 – Az alapítástól az önállóságig
A csapat alapítását 1900 februárjában a berlini Franz John kezdeményezte. A müncheni MTV München 1879 tornaklub futballistái be szerettek volna lépni a Délnémet Labdarúgó-szövetség kötelékébe, ám ehhez az egylet többi tagja nem járult hozzá.

Az alapító okiratot 11 labdarúgó írta alá 1900. február 27-én München Schwabingen kerületében a Gisela étteremben. Fél tízre Männer, Nägele, Schmid, Karl, Wamsler, Ringler, Focke, Francke, Friedrich, Zoepffel, Pollack és John alapító labdarúgók aláírva az okiratot megalapították a Münchner Fußball-Club Bayern nevű labdarúgócsapatot.

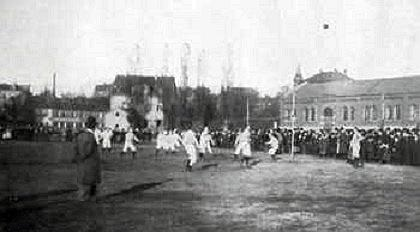
Egy rivalizálás kezdete: F.C. Bayern – 1. FC Nürnberg, 1901

A Bayern első labdarúgó edzésekre és mérkőzésekre alkalmas tere a ma is a város tulajdonában levő Schyrenplatz volt. Az akkoriban még kék és fehér színekbe öltöző futballisták hamarosan a város legerősebb csapatává nőtték ki magukat. A csapat első mérkőzését márciusban játszotta, melyen 5:2 arányú győzelmet aratott az 1. Münchner FC 1896 ellen. Tavasszal további három labdarúgó csatlakozott a frissen alapult egyesülethez a legnagyobb városi rivális TSV 1860 München csapatából. A csapat az amatőr korszak egyik legnagyobb győzelmét 1900. április 15-én Húsvét vasárnap az FC Nordstern 1896 München elleni 15:0-os mérkőzésen aratta, mely tekintélyt kölcsönzött a csapatnak. Július 8-án a klub megalapította az ifjúsági osztályát.
A Bayern első külföldi, egyben első idegenbeli mérkőzésén Prágában szenvedte el első vereségét a DFC Prag elleni 0:8-ra végződő mérkőzésen 1900. december 9-én. Időközben bővült a csapat játékos állománya, és megalakult egy első számú és egy második számú csapat. Az első tesztmérkőzésen világossá vált a csapat két kerete közötti különbség 1901. május 31-én a 12:2-re záruló mérkőzésen. November 6-án a Bayern látogatott Nürnbergbe egy barátságos mérkőzésre, melyet a müncheniek 6:0 arányban megnyertek. A Friedrich Bermühler által alapított Bayern-Pokal folytonos játéklehetőséget, és ellenfelet biztosított a müncheni csapatok számára. Az F.C. Bayern legerősebb ellenfelei az MTV München és az TSV 1860 München volt. Ebben az időben még anyaegyesületnek tartott MTV München 1879 újraéledő labdarúgó csapatát a két csapat első mérkőzésén 7:1-re győzte le a Bayern.
Az F.C. Bayern és a TSV 1860 München világhírű rivalizálása 1902. szeptember 21-én kezdődött a Bayern 3:0-s győzelmével. 1903 januárjában változás történt a Bayern vezetőségében: Franz John alapító klubelnököt a csapat első sztárjának nevezett holland Dr. Willem Frederik Hesselink váltotta, aki a csapat első válogatott játékosa, részben edzője is volt az elnöki tisztség mellett. Példaképként szolgált a korosztályos csapat számára.
1903. november 29-én az F.C. Bayern 6:2-es győzelmet aratva az 1. Münchner FC 1896 ellen megnyerte első alkalommal az ekkor városi bajnokságnak tekinthető Bayern-Pokalt. 1904 tavaszán a müncheni társadalom minden rétege figyelmet fordít a Bayernre. 1905 novemberében harmadjára is megnyerte a csapat a bajnokságot, melyben a kupa 1904 óta ki van terjesztve München környékére is, így a híres MTV Augsburg és 1. FC Nürnberg csapataival is szembe találta magát az F.C. Bayern.
1906. január 1-jén az F.C. Bayern csapata és az Münchener Sport-Club csapata érdeki okokból egyesül egy egyesületbe. A két csapat, melynek fundamentumát az F.C. Bayern alkotta „F.A. Bayern im Münchner SC“ néven folytatta tovább. Az egyesülés leginkább a Bayern érdekeit szolgálta, ezért is diplomatikus megoldásként szabadságot, egyfajta autonómiát kellett a Bayern biztosítson az új tagoknak. Januárban Willem Hesselink helyére Kurt Müller érkezett az elnöki poszton. Az F.C. Bayern tagjainak le kellett mondjanak az eddig használt kék-fehér színekről, és sötét vörös-fehér színekbe öltözött az új egyesület. Innen ered "a vörösök" (die Roten) elnevezés.

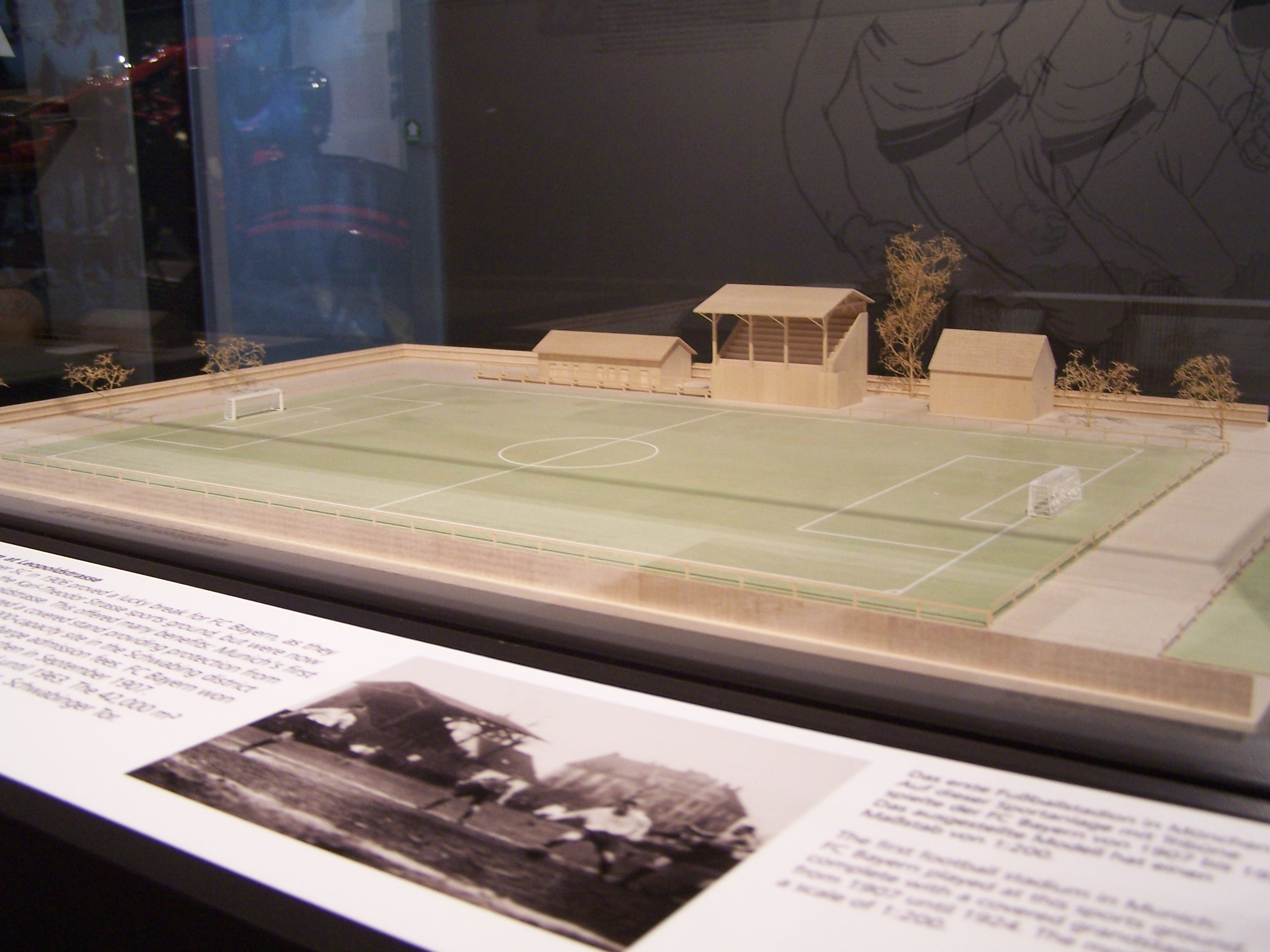
A Leopoldstrasse-i sportpálya

A csapat 1907-ben költözött be a lényegesen előkelőbb Leopold úti Sportpályára. Az FC Wacker München 9:2 arányú legyőzésével kvalifikálta magát az új egyesület az Ostkreismeisterschaft-ra, ahol a második helyet érte el. A Leopold úti Sportpályát 1907. szeptember 15-én az FC Wacker München elleni 8:1-es győzelemmel záruló mérkőzésen avatták fel. Ekkor már Dr. Angelo Knorr volt a csapat elnöke. Egy újonnan alakuló Sport Bizottság foglalkozik az egyesület gazdasági működésével, így a játékosoknak már kizárólag a labdarúgással kell törődniük. Ezek voltak az első lépések a profizmus felé. 1908 áprilisában Angliába látogatott a csapat, ahol a "The Pirates" amatőrcsapattal találkoztak. A mérkőzést 0:8-ra megnyerték az angolok április 29-én. November 15-én a vörösök 4:0-ra legyőzték az 1860 Münchent. 1909 áprilisában a "The Pirates" együttese Münchenbe jött egy visszavágóra, melyet a müncheniek nagy meglepetésre 4:1-re megnyertek. 1909. május 31-én tesztmérkőzést játszottak az első profi ellenfelükkel, az angol Sunderland AFC ellen, melyet 2:5 arányban elvesztettek a müncheniek. November 21-én az MTV München csapatát 8:2-re legyőzve ismét megnyerték a Kelet-Bajorország keleti osztályában, így továbbra is résztvevője maradt a regionális keleti osztály döntőjében.

Az FC Bayern München 1910-ben

A sikertelen bajorországi bajnokságok után, meghozta a gyümölcsét a sok fáradozás: Max "Gaberl" Gablonsky, a csapat első német válogatott játékosával az oldalukon megnyerték a Bajor bajnokságot 1910-ben, 1911-ben pedig megvédték a címüket. Az 1909-1910-es Bajor bajnokságot az MTV München ismételt 6:2-es legyőzésével kezdte a csapat január 9-én. Nürnbergbe látogatva a csapat 4:2-re nyer diadalmasan január 25-én az 1. FC Nürnberg ellen, majd hazai pályán 12:0-ra verték meg SpVgg Greuther Fürth csapatát. A bajor bajnoki bajnoki címét végül a Fürth ellen aratott 4:2-es győzelemmel hódítja el a Bayern. A müncheni hősök E. Hofmann, H. Hofmann, M. Gablonsky, Baumann, Seitz, L. Hofmeister, F. Fürst, Kroiss, Berz, Reindl, Rinkenberger voltak. 1911. március 5-én 16 győzelem, 1 döntetlen és 1 vereség rekordot jelentő mérleggel védte meg címét a csapat. Utolsó mérkőzésén pedig 4:2-es győzelmet aratott az FC Pfeil Nürnberg ellen. A második csapat is folytonos beszédtéma maradt Bajorországban, hiszen 18 hónapig veretlenek maradtak. A Dél-német bajnokságot viszont nem tudta megnyerni a csapat egyik alkalommal sem. Dr. Angelo Knorr klubelnök 1911. december 31-i klubgyűlés évi visszatekintésén boldogan jelentette be, hogy az egyesület 16 csapattal rendelkezik: köztük 8 junior csapattal, egy öregfiúk csapattal, egy első, egy második számú csapattal és 5 amatőr csapattal; valamint a tagok létszáma 457, köztük 146 fiatal játékossal.
A német labdarúgás tovább fejlődik és szerveződik ebben az időben: a bajor bajnokság két osztályra bomlik (A-osztály és B-osztály), ami a mai hetedosztályú Kreisliga elődjének tekinthető, bár az 1920-as években a kisebb klublétszám miatt előkelő, második vonal volt Bajorországban. 1913-ban a kormány klub-szerveződések ellen hozott rendelete miatt, nagy veszteséget jelentő átszerveződésen ment át az egyesület, habár ez év végén haladta meg először az egyesület tagjainak a száma az 500 főt. 1914-ben kitört az első világháború, mely visszavetette a sportéletet Németországban is. Érdekességként szolgál, hogy a világháborúig a csapat összes játékosának volt legalább középiskolai végzettsége. 1915-ben az 1860 München elleni 1:1-es döntetlennel biztosítja be az 1915-ös dél-bajor bajnokság, ekkor előkelő bajnokság győzelmét. 1917. január 28-án a csapat 6:0 arányban legyőzi a Jahn Regensburg együttesét hazai pályán, így megnyeri a világháború alatt gyakran szakadozó 1916-1917-es dél-bajorországi bajnokságot, majd az 1917-es őszi bajnokságot is. A labdarúgás színvonala tovább csökkent Németországban 1918-ra. A csapat megnyerte a müncheni bajnokságot az FC Wacker München ellen. Az oda-visszavágós döntő első mérkőzését hazai pályán ugyan elvesztette a csapat 1:3-ra, viszont idegenben 4:2-re győzni tudtak. A továbbra is rendszertelen dél-bajor bajnokságot ismét megnyerték TV Oberhausen-Augsburg ellen február 3-án 4:1-re legyőzve őket, az 5:2-es siker után. Az első világháború végetértével nekiláthattak a romokban heverő városok, és a sportélet újjáépítésének Németországban. 1914 és 1918 között 6 alkalommal váltott elnököt a csapat. Időrendben: Kurt Landauer (1913-1914), Fred Dunn (1914-1915), Hans Tusch (1915), Fritz Meier (1915), Hans Bermühler (1916–1919).
1919 januárjában másodjára kerül Kurt Landauer az elnöki posztra. Az új elnökre hárul az a feladat, hogy újjáépíttesse a Leopold úti Sportpályát, valamint a világégés előtti fényében tündököljön a müncheni labdarúgás egyik legbefolyásosabb klubja. Januárban a „F.A. Bayern im Münchner SC“ sportegyesületből kivált a Münchener Sport-Club, majd csatlakozott az F.C. Bayern-hez a TV Jahn München és a TuSpV Jahn München, így alakult meg az F.A. Bayern München labdarúgó osztály. Kurt Landauer 1921-ig leszerződtette a világhírű németországi angol edzőt, William Townleyt. Az elnök nagy bizalmat fektetett a fiatal játékosokba. A csapat 1920-ban és 1923-ban is megnyerte a dél-bajor bajnokságot, a Kreisliga Südbayern-t. Az 1921-1922-es szezonban a magyar Kürschner Izidor volt a csapat edzője. Ekkorra már okkal nevezte magát az egyesület München első számú klubjának, hiszen 700 tagja egyetlen más egyesületnek sem volt a városban, viszont az FC Wacker München személyében új riválisra találtak, hiszen az FC Wacker München lett az első müncheni csapat mely megnyerte a Dél-német bajnokságot, így nagy erőt képviselt a bajor labdarúgásban. Az 1922-1923-as szezonban megnyerte klub a Dél-bajor bajnokságot. 1923. július 17-én a csapat esemény dús mérkőzésen 3:4-re maradt alul a dél-német kupa döntőjében a címvédő SpVgg Greuther Fürth ellen. 1923. október 3-án az egyesületből kivált a TV Jahn München és a TuSpV Jahn München, és folytatták tövább önálló működésüket. Az egyesület alapja pedig egységesen működött tovább máig változatlan szerveződésben Fußball-Club Bayern, München eingetragener Verein néven.

### 1923–1933 – A Kurt Landauer-korszak
1906 óta először 1923-ban volt önálló az FC Bayern München. 1923-ban összevonták az északi és déli bajor labdarúgó bajnokságot. A müncheniek legnagyobb ellenfelei így az SpVgg Greuther Fürth és 1. FC Nürnberg lettek. Az 1923-1924-es szezonban azonban riválisai mögött a harmadik helyen végzett a Bayern München, megelőzve a müncheni riválisait. Az 1924-1925-ös szezonban továbbra is a középmezőnybe tartozott a müncheni alakulat. 1925. február 27-én a csapat 25 éves fennállását ünnepelték a játékosok. Ez alkalommal egy barátságos mérkőzést játszottak az argentin CA Boca Juniorssal, mely 1:1-es döntetlennel zárult. Az évben a skót Jim McPherson edzőt szerződtették le a csapat élére. Az 1925-ös év végén egy újabb áttörő sikert értek el: megállapodtak a városi rivális TSV 1860 München vezetőivel, hogy a Bayern bérlője lehessen a Grünwalder Stadionnak. Erre az előrelépésre szükségük volt a vörösöknek, hiszen a Leopoldstrasse-i sportpályán már három csapat osztozott: a MTV München 1879, a Teutonia München és a Bayern München.
A Bayern München feltörekvő fiatal futballistái hamarosan Dél-Németország legkiválóbb futballgárdájává nőtték ki magukat. Az 1925-1926-os szezon során megnyerték bajor bajnokságot, majd 1926. április 11-én rekordközönség, 26.000 néző előtt a Bayern München 4:3-ra legyőzte az SpVgg Greuther Fürth gárdáját, így története során először, megszerezte a délnémet bajnoki címet. A délnémet bajnokságban olyan kiütéses győzelmeket arattak, mint a Nemesis Karlsruhe FV elleni 8:0-ás, illetve 6:3-as, a VFR Mannheim elleni 10:0-ás győzelem. (VFR Mannheim soraiban a későbbi szövetségi kapitány, Sepp Herberger is játszott.) Dél-Németország bajnokaként részt vehettek a Német országos bajnokságban, melyből az első körben május 16-án kiestek az SV Fortuna Leipzig 02 ellen Lipcsében. (A német országos bajnokságot végül a Fürth csapata nyerte meg. Ez azt jelezte, hogy a bajor labdarúgás néhány évtized alatt ledolgozta lemnaradását Németország többi részével szemben.) A statisztikai mutatók szerint az egész idényt figyelembe véve a csapat Dietl, Kienzler, Pöttinger, Schmid II és Hofmann Wiggerl támadó sorral 176 gólt szerzett, ezekből 57-et az ekkor 23 éves Josef Pöttinger rúgott. "Csodacsatároknak" (németül: Wundersturm) nevezték őket.
A következő szezonban a bajor bajnokságban az 5. helyen végzett a címvédő gárda. Az előző szezonban elszenvedett vereség után egy barátságos visszavágóra hívta meg magához a Bayern az SV Fortuna Leipzig 02-t, akiket 7:4-re győztek le a bajorok. 1927 tavaszán a Bayern München nemzetközi porondon is felhívta magára a figyelmet. Uruguay bajnokát, a CA Peñarolt Münchenben 2:1-re verték meg a bajorok, az FC Basel csapata ellen kiütéses 10:0-ás győzelmet arattak, a Servette FC ellen 3:1 arányban nyertek, csupán az FC Barcelona csapatától szenvedtek el vereséget (4:1 arányban). A tavaszi sikerektől függetlenül a skót edzőnek távoznia kellett a csapattól. Őt 1931-ig a magyar Weiß Konrád és Konrád Kálmán követték az edzői pozícióban.
1927-ben a labdarúgó szövetség újabb határozatot hozott: a bajor labdarúgó bajnokságot két osztályra (északi és déli) osztják. Az 1927-1928-as szezonban az FC Bayern München megnyeri a délbajor bajnokságot, majd a Dél-németországi bajnokságot, így a frank riválisa, az Eintracht Frankfurt és a müncheni riválisa, az FC Wacker München követte a Bayern Münchent a német országos bajnokságra. Az FC Bayern München az országos bajnokság nyolcaddöntőjében a Hallescher FC Wacker csapatát győzték le 3:0-ra, a negyeddöntőben az SpVgg Sülz 07 csapatát 5:2-re győzték le. Az elődöntőben viszont a csapat történelme során egyik legnagyobb vereségét szenvedte el a későbbi győztes Hamburger SV ellen. 2:8-ra kaptak ki a müncheniek, holott a félidő állása 1:1 volt. (Az elődöntő másik mérkőzésén a müncheni FC Wacker München szenvedett vereséget.) A góllövő lista harmadik helyén Josef Pöttinger végzett 3 mérkőzésen 5 szerzett találatával. Nagy előrelépésnek számított a münchenieknél, amikor május 17-én barátságos mérkőzésen 3:2-re legyőzték az angol West Ham United FC profi labdarúgókból álló együttesét. Az 1928. évi nyári olimpiai játékokra, Amszterdamba utazó német válogatott keretben öt Bayern-labdarúgó kapott helyet: Konrad "Konny" Heidkamp, Ludwig Hofmann, Emil Kutterer, Ernst Nagelschmitz és Josef Pöttinger.
1928-ban a Dienerstraße-n irodát nyitott a csapat, és 43 dolgozót alkalmazott benne. Az 1928. év végi közgyűlésen Kurt Landauer, a klubelnök bejelentette, hogy az egyesület 1608 tagot számlál, köztük 520 fiatal játékos. Az 1928-1929-es szezonban a csapat ismét megnyerte a dél-bajor bajnokságot, majd a dél-német bajnokságban az 1. FC Nürnberg mögött a második helyen végeztek. Másodikként is részt vehettek az országos német bajnokságban, ahol a negyeddöntőig jutottak: a nyolcaddöntőben a Dresdner SC csapatát győzték le 3:0-ra a müncheni találkozón 32.211 néző előtt; a negyeddöntőben viszont a Breslauer SC 08 ellen szenvedtek 3:4-es hosszabbítás utáni vereséget.
Az 1929-1930-as szezonban a Bayern München ismét megnyerte a dél-bajor bajnokságot, tehát ismét bejutottak a dél-német bajnokságba, ahol az 1. FC Nürnberg és az SpVgg Greuther Fürth mögött a harmadik helyen végeztek, így nem vehettek részt a német országos bajnokságon. A Bayern München német válogatott játékosai által tovább népszerűsödött Németországban.
Az 1930-1931-es szezon során a Bayern München ismét megnyerte a dél-bajor bajnokságot, de a dél-német bajnokságban az áttörés továbbra is elmaradt, mivel a csapat ismét a harmadik helyen végzett, így most sem kvalifikálták magukat az országos bajnokságra. Városi riválisuk, a TSV 1860 München újra potenciális ellenfelükké vált, hiszen a német országos bajnokságban döntőt játszott. 1931-ben az osztrák Richard "Dombi" Kohn lett a csapat edzője, valamint Josef Pöttinger, a kor egyik legnagyobb ígérete folytonos térdsérülései miatt visszavonulásra kényszerült.

A Viktória-kupa

Az 1931-1932-es szezont később a történelmi jelzővel illették, hiszen az FC Bayern München ekkor érte el első úttörő sikerét a német labdarúgásban mely által először tett szert rendíthetetlen hírnévre. A szezon során a csapat megnyerte a dél-bajor labdarúgó bajnokságot, így kvalifikálták magukat Németország délkeleti bajnokságába. (A délkeleti és észak nyugati bajnokságok létrehozása egy új változtatás volt a német labdarúgásban. A lépésre a csapatok létszámának drasztikus növekedése miatt volt szükség.) Németország délkeleti bajnokságát többek között az 1. FC Nürnberg és a Karlsruher FV előtt nyerte meg az FC Bayern München, így résztvevőjük lettek a dél-német bajnoki címet eldöntő mérkőzésen. A dél-német bajnoki döntőt az északnyugati bajnok Eintracht Frankfurt ellen vívták 1932. május 1-jén Stuttgartbanm melyet 0:2 arányban elvesztették a müncheniek. Németország délkeleti bajnokaként résztvevője lett az országos német labdarúgó bajnokságnak. Az országos bajnokság nyolcaddöntőjében (első forduló) az FC Bayern München május 8-án fogadta hazai pályán a Minerva 93 Berlin csapatát, akiket 4:2-re győztek le. A negyeddöntőben május 22-én Lipcsében győzték le a PSV Chemnitz csapatát 3:2-re. Az elődöntőbe három dél-német csapat is bejutott. Május 29-én Mannheimban a müncheniek 2:0-ra győzték le riválisukat, az 1. FC Nürnberg-et. A nürnbergi döntőben június 12-én az Eintracht Frankfurtot az FC Bayern München 2:0 arányban győzte le Oskar Rohr és Franz Krumm góljaival. Nemzeti bajnokként a csapat megkapta a Viktória-kupát. A Bayern München hőseinek névsora: Josef Lechler, Konrad Heidkamp, Sigmund Haringer, Ernst Nagelschmitz, Ludwig Goldbrunner, Robert Breindl, Josef Bergmaier, Franz Krumm, Oskar Rohr, Hans Schmid, Hans Welker.
Az 1932-1933-as szezonban az előző idény sikereit nem tudta megismételni az FC Bayern München. A müncheniek 7. alkalommal nyerték meg a dél-bajor labdarúgó bajnokságot többek között müncheni riválisai előtt végezve, így résztvevői lettek a délkeleti német bajnokságnak, amelyben a negyedik helyen végeztek, így sem a dél-német, sem az országos bajnokságba nem kvalifikálták magukat. Miután a nemzetszocialisták átvették a hatalmat Németországban 1933. március 22-én Kurt Landauer a klub zsidó származású elnöke lemondott posztjáról, és Svájcba emigrált. Kurt Landauert Siegfried Herrmann váltotta az elnöki pozícióban. Beköszöntött a fasizmus és diktatúra korszaka, mely megkeserítette az emberek életét. A zsidó származásúak üldöztetése miatt az edző, Richard Kohn és több játékos, köztük Oskar "Ossi" Rohr és Sigmund "Sigi" Haringer labdarúgók is emigráltak. Az egyesület erősen küzdött a fasizmus ellen.

### 1933–1945 – A második világháború időszaka
1933 tavaszán a csapat új edzője Hans Tauchert lett, akivel a dél-német bajnokságban a 4. helyet érte el a csapat, így nem jutott be az FC Bayern München a német nemzeti bajnokságba.
Az 1933–1934-es szezontól a nemzeti szocialisták hatására megváltozott a német bajnoki rendszer: az északi és déli bajor, valamint a dél-német bajnokság helyét átvette a Gauliga Bayern, mely a bajor regionális labdarúgás első osztályának számított. (A német nemzeti bajnokságba a Gauliga Bayern első két helyezettje jut be.) A fasiszta uralom alatt a klub megbélyegezetté vált, és "Zsidó klub"-ként tartották számon. 1933 nyarától Hans Tauchert a klub új edzője. A Gauliga Bayern küzdelmeiben a 3. helyezést érte el a csapat.
Az 1934–1935-ös szezon elején a klub egyik korábbi játékosa, Ludwig Hofmann veszi át a vezetőedzői posztot, és Karl-Heinz Oettinger lett a klub elnöke. A Gauliga Bayern-ben a csapat a 4. heleyezést éri el.
Az 1935–1936-os szezon egy tragédiával kezdődött, mivel váratlanul torokbetegségben hunyt el Ludwig Hofmann vezetőedző, akinek a helyére Dr. Richard Michealkét nevezték ki. A klub ismét váltja elnökét: Richard Amesmeiert nevezték ki az új elnöknek. Az 1935-ben a Német labdarúgó-szövetség megalapította német labdarúgókupa elődjét a Tschemmarpokalt, melyet az év ősz-téli részében rendezték meg. Az FC Bayern München a Tschemmarpokal első körében kiesett a sorozatból az Ulmer FV 1894 elleni 4:5-ös hosszabbítási utáni vereséggel. A Gauliga Bayernben a 3. helyt érte el a csapat.
Az 1936–1937-es szezon során ismét az első körben esett ki a csapat a Tschemmarpokalból az Ulmer FV 1894 elleni 3:4-es vereséggel. A Gauliga Bayernben ugyancsak a 3. helyezést érte el a csapat.
Az 1937–1938-as szezonban a klub edzője Heinz Körner, a klub elnöke Franz Nußhardt volt. A Gauliga Bayernben a csapat az 5. helyen végzett. Ebben a szezonban az egyre nagyobb jelentőséggel bíró Tschemmarpokalba nem jutott be a Bayern München. Ausztria 1938-as Németországhoz való csatolásával a német labdarúgás kibővült az osztrák labdarúgó csapatokkal.
Az 1938–1939-es szezonra a klub vezetőedzőjének a csapat egyik játékosát, Ludwig Goldbrunnert nevezik ki. 1938-tól a klub elnöke Franz Keller. A Gauliga Bayernben a 7. helyen végez a csapat. A Tschemmarpokalban előrelépést tanúsított a Bayern München: az első körben az Union Böckingen csapat ellen 7:0 arányú győzelemmel jutottak tovább, a második körben azonban a VfR Mannheim ellen 1:2-es vereséget szenvedve estek ki.
Az 1939–1940-es szezonra Németország szerte rányomta bélyegét a második világháború kirobbanása. A Gauliga Bayern a csapat az utolsó bennmaradást érő 8. helyen végzett. A Bayern München a szezonban nem jutott be a Tschemmarpokalba.
Az 1940–1941-es szezonban a csapat a 7. helyen végzett a Gauliga Bayernben. A Tschemmarpokalból az első körben estek ki a Wiener Sport-Club ellen elszenvedett 1:2-es vereséggel.
Az 1941–1942-es szezonban a csapat a Gauliga Bayernben a 7. helyen végzett. A Bayern München a szezonban nem jutott be a Tschemmarpokalba.
Az 1942–1943-as szezonban Gauliga Bayern északi és déli csoportra oszlott. A Bayern München a déli csoportban játszott, ahol a 3. helyet érte ke a szezon során. A klub nem jutott be a Tschemmarpokalba.
1943-ban München bombázása során megsérült a Grünwalder Stadion. Az 1943–1944-es szezonban a Bayern München a Dantestadionban játszott. A klub elnöke a nemzetszocialista Josef Sauter, a klub vezetőedzője Konrad Heidkamp lesz. A Gauliga déli csoportjában a klub az első helyezést éri el, a Tschemmarpokalban a klub az első körben kiesett a BC Augsburg elleni 0:3-as vereséggel. 1944-ben a német labdarúgó-szövetség megszüntette a Tschemmarpokalt.
Az 1944–1945-ös szezonban a Bayern München a Schliersee úti Sportpályán játszott. 1944-ben a Német labdarúgó-szövetség a Tschemmarpokalt kiterjesztette az egész szezonra, és máig változatlan lebonyolítási rendszerben német labdarúgókupa néven folytatta tovább működését. 1944-ben a Gauliga Bayern színvonala tovább csökkent a második világháború hatására: 4 kerületre oszlott Bajorország. A felső-bajor bajnokság első helyén végzett a csapat. A szezon során a nagy népszerűségnek örvendő magyar származású Schaffer Alfréd volt a csapat edzője. 1945-ben a Bayern München három alkalommal váltotta elnökét: Josef Sauter nemzetszocialista elnököt rövid ideig Franz Xaver Heilmannseder váltotta, akit az évben rövid ideig Josef Bayer követett, akit a visszatérő Siegfried Herrmann váltott.

### 1945–1955 – A hőskortól az élvonalból való kiesésig
A háborút követő években folytatódott a vesszőfutás. Az 1949-50-es években például 70 gólt kapott a csapat! A mélypont azonban még csak ezt követően jött. 1945 és 1955 között kilenc edző váltotta egymást, hogy aztán a Bayern München az Oberliga Südből az 1954-55-ös idény végén, története során először, kiessen a másodosztályba.

### 1955–1965 – Rögös út a Bundesligába
A Bayern mindössze egy évet töltött a purgatóriumban. Ezt követően azonban elmaradtak a sikerek: 1957-ben a tizedik, egy évvel később pedig a hetedik helyen végeztek az Oberliga Süd tabelláján. A Bayern a legnagyobb jóindulattal is csak középcsapatnak volt akkoriban nevezhető a Szövetségi Köztársaságban. A DFB-kupa 1935-ös indulása óta még csak tizenhat közé sem jutó csapat ugyanis megnyerte a német kupát, annak ellenére, hogy a közvélekedés a Fortuna Düsseldorfot tartotta az összecsapás esélyesének (1-0).
Bár az 1958-as világbajnokságon szerepelt válogatottban nem volt Bayern-játékos, az azt követő években a bajor csapat újra a legjobbakkal vetélkedett, s általában az élmezőnyben végzett. A gárda az 1962-63-as idényben mutatta meg magát először a nemzetközi porondon: a Vásárvárosok Kupájában (VVK) egészen a negyeddöntőig jutott, ahol az akkoriban jugoszlávnak számító Dinamo Zagreb már túl nagy falatnak bizonyult (1-4 Münchenben, 0-0 Zágrábban).
A déli csoportnak jutó helyeket az Eintracht Frankfurt, az 1. FC Nürnberg és a TSV 1860 München kapta meg. A Bayern vezérkara dühös volt a kirekesztés miatt, úgy gondolták, hogy igazságtalanul sorolták hátra az egyesületet. Sokan gondolták úgy, hogy elsősorban a városi rivális 1860 München okolható azért, hogy a klub nem kapott lehetőséget a Bundesliga-szereplésre. Ám nem volt mit tenni, a csapat számára maradt a második vonal, az amatőrliga, a Regionalliga Süd. Wilhelm Neudecker elnök válasz gyanánt 1963 nyarán igazi sztáredzőt szerződtetett a csapat élére a horvát Zlatko "Csik" Csajkovszki személyében.
Csajkovszki csapata az első évében rögvest osztályozót játszhatott a Bundesligába kerülésért, ám elbukott. Az ezt követő 1964-65-ös idény két momentum miatt nevezhető kulcsfontosságúnak a Bayern München történetében: először is mert a gárda kivívta a jogot, hogy a következő szezonban már a legjobbak között indulhasson; másodszor pedig azért, mert ebben az idényben játszott először együtt a Sepp Maier-Franz Beckenbauer-Gerd Müller-tengely.

### 1965–1976 – Európa trónján
Az új, fiatal aranygenerációval, Gerd Müllerrel, Franz Beckenbauerrel és Sepp Maierrel a soraiban nagy álmokat dédelgetett a Bayern München. 1965-ben megnyerték a bajorországi Regionaligát, és feljutottak a nyugat-német első osztályba, ahol a következő szezonban mindjárt a 3. helyen zártak, és megnyerték a kupát. Első alkalommal kvalifikálták magukat a KEK-be. Franz Beckenbauert választották meg az év játékosának NSZK-ban.
Az 1966/67-es szezon kiválóan alakult a müncheniek számára. Címet védtek a kupában és hosszabbítás után 1-0-ra megnyerték a KEK-et legyőzve a Glasgow Rangerst Franz Roth 109. percben szerzett találatával. Gerd Müller a Bundesliga gólkirálya lett 28 góllal megosztva Lothar Emmerichel. A következő szezon egy trófea nélküli szezonra sikeredett.
1968-ban Branko Zebec lesz az edző, aki a bajorok nagy megrökönyödésére betiltja a sör fogyasztását. Szerencséjére a sikerek nem váratnak magukra ugyanis a csapatnak sikerül a „duplázás“ (a Német bajnokság elnyerése 8 ponttal az Alemannia Aachen előtt és a kupa elnyerése a Schalke ellen). Gerd Müller megint gólkirály lett. Ez időben megjelenik egy csapat, amely a Bayernt még hosszú ideig, mérgesíteni fogja, Borussia Mönchengladbach. A "csikók" nyerik 1970-ben és 1971-ben a bajnokságot, mindkétszer a Bayern előtt. 1970-ben újra Gerd Müller a bajnokság gólkirálya.
Az 1968/69-es Bundesliga szezon a Bayern győzelmével zárul. A csapat első alkalommal lett a Bundesliga bajnoka. 1970-ben Gerd Müller lesz az első német aki megnyeri az Aranylabdát.
1972-ben a csapat beköltözik az Olimpia stadionba és Udo Lattek lesz az edző. Ebben az évben a Bayern lesz a bajnok. A pontok állása a bajnokság végén 55:13 (a győzelem csak két pontot ér), ez is azóta Bundesliga rekord. Valamint elnyerik a kupát is a Kölnt megverve a döntőben 2:1-re. Ebben az évben Franz Beckenbauer lesz az év legjobb játékosának járó díjjal, az Aranylabdával kitüntetve. Gerd Müller is beállít egy rekordot: az 1971-72-es Bundesliga szezonban 40 találatig jutott, ami azóta is abszolút rekord. Sőt az 1972-es naptári évében egy 40 évig fennálló rekordot állított be amit 2012-ben döntöttek meg: január 1-től december 31-ig 84 gólt szerzett. NSZK első alkalommal Európa bajnoknak mondhatta magát, melyben a Bayern játékosok nagy része oroszlánrészt vállalt, többek között Beckenbauer és Gerd Müller.
Lattekkal még kétszer egymás után elnyerik a bajnokságot valamint először 1974-ben a BEK-et nyerték meg. „Katsche” Schwarzenbeck egy perccel a hosszabbítás vége előtt kiegyenlített, az Atlético Madrid ellen (1:1), így egy újabb mérkőzésre került sor Brüsszelben ahol a Bayern München 4:0 arányban nyert (gólok: 2 Uli Hoeneß, 2 Gerd Müller). A BEK-ben elért 8 góllal Gerd Müller lett a gólkirály. Otthon, Németországban zsinórban harmadjára lettek bajnokok, ismét Gerd Müller lett a gólkirály. Az UEFA-szuperkupa politikai okok miatt maradt el, mert a Kelet-német Magdeburggal kellett volna megmérkőzzenek ezért a trófeáért. Udo Lattek leköszönt, az új edző a német Dettmar Cramer lett. Az Interkontinentális kupa szerepléstől visszaléptek, így helyettük a BEK döntős Atletico Madrid indult.
Nyáron Nyugat-Németország megnyeri az 1974-es világbajnokságot a müncheni döntőben 2-1-re, ahol a müncheni születésű Franz Beckenbauer vehette át a trófeát. Bayern-játékos minden mérkőzésen kapuba talált, kivéve az egyetlen vesztes mérkőzésen, amikor a Nationalelf Kelet-Németországtól kapott ki. A világbajnok válogatottban hét Bayern-játékos szerepelt: Sepp Maier, Paul Breitner, Hans-Georg Schwarzenbeck, Franz Beckenbauer, Gerd Müller, Uli Hoeneß és Jupp Kapellmann.
1975-ben másodjára nyerik meg a BEK-et. A döntőben a Leeds United felett diadalmaskodik a Bayern, bár egy kis szerencse is szükségeltetett hozzá Párizsban. Ebben az évben a hangsúlyt a BEK-re fektették, ami meg is látszott a bajnokságbeli helyezésükön: a 10. helyen zártak, ám BEK címvédőként a következő szezonban ismét indulhattak Európa legrangosabb labdarúgó sorozatában. A kupában sem értek el jelentős eredményt. Az UEFA-szuperkupába ismét kvalifikálták magukat, mivel megnyerték a BEK-et, ám most sem sikerült elhódítani azt. A Gyinamo Kijev oda-vissza verte a németeket, összesítésben 3-0-ra győztek a szovjetek. A nem ideális időpontok miatt ismét elmaradt az Interkontinentális kupa szereplés, de most az ellenfél Independiente számára is.
1976-ban a BEK döntőben az AS Saint-Étienne ellen Glasgowban győztek a bajorok 1:0-ra Roth góljával. A Bayern mivel harmadjára nyerte meg a BEK-et, a két másolat után a szabályok értelmében megkapja az eredeti serleget. A döntőig legyőzték a luxemburgi AS Jeunesse Escht 8-1-es összesítéssel, a nyolcaddöntőben Malmö FF -t szoros párharcban, 2-1 összesítéssel. A negyeddöntőben az SL Benficát 0-0 után 5-1-re győzte le Bayern, majd az elődöntőben az előző szezon Németország bajnokaként értelemszerűen induló Borussia Mönchengladbachot kiejtő Real Madridon léptek tovább a döntőbe 3-1-es összesítéssel. A bajnokságban az előző év utáni szégyenteljes szereplést követően magukat megemberelve a 3. helyen zárt a Bayern. A győztes az előző évhez hasonlóan a Borussia Mönchengladbach lett. A '70-es évek legnagyobb riválisa a Bayern számára. A kupát nem tudták megnyerni. Az aranykorszak levirágzását követően ínséges időszak köszöntött be a Bayern München számára.

### 1976–1979 – A változások időszaka
Következnek a változások évei, trófeák nélkül. A '70-es éveket jellemző Bayern München uralom az évtized végére eltűnt, és fontos reformációkon ment át a csapat. Ennek a kiváltó oka többek között a játékosok kiöregedése volt.
Az 1976-os Európa-bajnokságon NSZK büntetőpárbajban maradt alul Csehszlovákia ellen. Uli Hoeneß visszavonul a válogatottságtól. Kezd érződni, hogy generáció váltásra van szükség, a legjobbak a visszavonulás gondolatával játszadoznak. Franz Beckenbauert 4 év elteltével életében másodjára választják meg az év legjobb labdarúgójának.
A nyáron ismét kudarcba fulladt az UEFA-szuperkupa megnyerésének terve, mivel az Anderlecht ellen sikerült elérniük egy 2-1-es győzelmet, de nem bizonyúlt elégségesnek. A visszavágót 4-1-re a belgák nyerték. Az év végén élnek történetük során először az Interkontinentális kupa indulásjogával. Megnyerik a müncheni találkozón Cruzeiro ellen 2:0 arányban, majd Belo Horizonteban gól nélküli döntetlent értek el, így megnyerték a trófeát.
Az 1976-77-es szezont követően nagy volt az elégedetlenség, mivel egy az elvárásokon aluli szezont produkált a BEK címvédő. A bajnokságban 7. helyen zárt a csapat. Ez a helyezés nem ért BEK induló helyet, és mivel megszakadt az európai uralom, címvédőként sem indulhatott a csapat a következő BEK sorozatban. A csapat két házi negatív rekordot tudhat a szezont követően a magáénak: 65 kapott góllal zárták a Bundesliga idényt, valamint csúfosan 0-7 arányban szenvedett vereséget a csapat a Schalke 04 ellen. A kupában a negyeddöntő jelentette a végállomást. Az első körben 10-0 arányban győzte le az egyesület a Hannover amatőr csapatát (velük párhuzamosan a 3-1-es eredménnyel jutott tovább az a matőrcsapat), a második körben 5-1-re páholta el a Hamburger SV-t a Bayern (az egyesület amatőrcsapata 2-1-es győzelemmel múlta felül ellenfelét), a harmadik körben 10-1-re győzedelmeskedett a TV Unterboihingen felett a profi csapat (az amatőrcsapat 2-1-es eredménnyel jutott tovább a VfB Stuttgart ellen), a nyolcaddöntőben a Bayern München két csapata egymással találkozott. A döntő mérkőzést a profi csapat nyerte 5-3-ra. A negyeddöntő jelentette a megállást a csapatnak, amikor hosszabbítás után 2-4-re kapott ki a később döntőt játszó Hertha Berlintől. A BEK-ben szintén az elődöntőig jutott a csapat. A Køge BK csapatát összesítésben 7-1-re győzték le a bajorok, a következő körben az FC Baník Ostravát 6-2-re múlta felül a csapat összesítésben, miután az első mérkőzésen 1-2-re kapott ki a csapat. A negyeddöntőben a Gyinamo Kijev ellen hiába győztek a németek, mert végül 1-2-es összesítéssel alul maradtak. A szezon végén Franz Beckenbauer visszavonul a válogatottságtól, és az Egyesült Államok New York Cosmos csapatába igazol.
Az új idényben feltámadásra vártak a egyesületet illetően, viszont a jószereplésre decemberre már nem volt remény. Lóránt Gyula érkezett Dettmar Cramer helyére. A bajnokság története során másodjára kevesebb gólt szerzett a Bayern, mint amennyit kapott (62:64), végül egy saját negatív rekordot állított fel a csapat a 32 (ekkor maximum 68 pontot lehetett szerezni, mert Németországban a győzelem 2 pontot, a döntetlen 1 pontot ért) szerzett pontjával, ami a 12. helyre volt elegendő. A szezon első felében még Dettmar Cramer vezetése alatt kiesett a csapat a kupa a harmadik körében. 1975 óta komoly térdsérüléssel küszködő Uli Hoeneß kölcsönbe megy az Nürnbergbe.
Paul Breitner 4 év után visszatér a csapatba. Összeáll a "Breitnigge" duó: Rumennigge és Breitner összjátéka nagy erősség a csapat számára, de bármilyen gólerősek is voltak együtt, nem lehetett tőlük elvárni a megváltást. A csapat is fejlődőben volt ekkor. Kezdenek beépülni a fiatal játékosok is, és egyre fontosabb szerepeket kapnak. Február 9-én Gerd Müller Fort Lauderdale Strikers-be igazol, követi Beckenbauert Amerikába, a labdarúgás népszerűsítésének érdekében és a pályafutása levezetéseképpen. Február 28-án Lóránt Gyula vezetőedzőt menesztik, másnap pályaedzője (másodedző) Csernai Pál váltja. Az elnök, Wilhelm Neudecker Max Merkel osztrák edzőt szerette volna hozni Lóránt Gyula helyére. A játékosok tiltakoztak az elnök döntése ellen. Ennek következtében 17 év vezetés után Wilhelm Neudecker lemond elnöki posztjáról. Április 24-én Uli Hoeneß 27 évesen átveszi Beckenbauer tanácsadójától, Robert Schwantól a menedzseri tisztséget, valamint megválasztják Willi O. Hoffmannt új elnöknek. A bajnokságban ismét nem jött áttörés. A holtponton kezd átlendülni a Bayern. Erről árulkodik a 4. hely, amely UEFA-kupa szereplést érő pozíció. A kupában sem remekelt a csapat a hírnevéhez méltóan, a második körben búcsúztak a tornától. A három sikertelen szezon eredménye egy megújult, fiatal csapat, amely sikeréhességébe és Csernai Pál tapasztalataiba volt fektetve minden bizalom.

### 1979–1991 – Meghatározó évek
1980-ban megnyeri a csapat, hat hosszú év után a bajnokságot. A szurkolók örömére, még a következő évben is.
1982-ben elnyerik megint a nemzeti kupát, azon a legendás mérkőzésen hol a Nürnberg már 2:0 arányban vezetett és a Bayern a végén 4:2 győzedelmeskedett. Dieter Hoeneß vérző fejjel, turbánnal játszott és még gólt is adott.
A BEK döntőt az Aston Villa ellen elvesztették 0:1. Úgyszintén a német válogatott a világbajnoki döntőt is az olaszok ellen. Megemlítésre méltó, hogy Breitner két világbajnoki döntőben is szerepelt és mindkettőben gólt is lőtt.
Valamint említésre szorul, hogy a Bayern soraiból 1965-1981 között 11-szer lett az év játékosa megválasztva Németországban.
- Beckenbauer(4)
- Maier(3)
- Müller(2)
- Rummenigge(1)
- Breitner(1)

1983-ban visszajött Lattek, a Bayern megint megnyerte a nemzeti kupát a Mönchengladbach elleni döntőben.
Rummenigge olyan hírnévre tesz szert, hogy még egy angol együttes is az ő szexi térdéről énekel. Nem csoda, ha 11 millió márkáért a milánói Inter csapatához szerződik.
Egy év múlva Sören Lerbyvel és a fiatal Wiggerl Köglel megint bajnokok lesznek, mi több a következő évben megduplázzák, és 1987-ben még egyszer elnyerik a bajnokságot. A szurkolók nagy szomorúságára Bécsben elvesztik a BEK döntőt az FC Porto ellen.
1988-ban Jupp Heynckes lesz az edző azzal a feladattal, hogy Matthäus, Brehme, Eder, Hughes, Michael Rummenigge és Pfaff nélkül, egy új erős csapatot képezzen. Habár 1989 és 1990-ben megnyerik a bajnokságot de a nagy célt, egy nemzetközi kupát nyerni nem teljesítik.
Megemlítendő viszont, hogy Németország 1990-ben megnyeri a világbajnokságot. Soraiban a Bayern játékosokkal: Augenthaler, Reuter, Thon, Kohler, Pflügler, Aumann.

### 1991–1998 – Az új évezred küszöbén
Az 1991/92. évi bajnokság után Heynckesnek menni kellett, helyére Sören Lerby került, nem nagy sikerrel. Mikor már a kiesés fenyegette a csapatot jött Erich Ribbeck, Franz Beckenbauer és Karl-Heinz Rummenigge is felajánlotta segítségét, ők az elnökhelyettesi posztra kerültek. A 93/94-es bajnokságban a „császár” vette át a csapat vezetését, Ribbeck-től és mindjárt bajnokságot is nyertek.
Jött Giovanni Trapattoni, a játékosok és az újságírók kedvence, sajnos nem sok sikerrel. A 94/95-ös bajnokságban a hatodik helyen végeztek, a Bajnokok Ligájában pedig az elődöntőig jutottak el.
A következő idényben (1995/96) viszont már nem állt meg a csapat az elődöntőben. Igaz, nem a Bajnokok Ligájában, hanem "csak" az UEFA-kupában indultak, az egyetlen jelentős európai kupasorozatban, melynek trófeája még hiányzott a Bayern vitrinjéből. Trapattonit Otto Rehhagel váltotta, aki hozta magával egyik kedvencét, az osztrák Andy Herzogot. Jött még Thomas Strunz, "Ciri" Sforza s Jürgen Klinsmann; közülük kétségtelenül a német válogatott támadó volt a legnagyobb vétel. A Bundesligában botladozott a gárda, melynek következtében a Borussia Dortmund már az őszi záráskor is megelőzte a bajorokat. A tavasszal becsúszott két újabb vereséggel gyakorlatilag már elúszott a bajnoki cím lehetősége, minek következtében Rehhagelnek (az UEFA-kupa-döntő előtti napokban!) távoznia kellett. Helyét maga a Császár vette át. Beckenbauerrel a kispadon a csapat a bajnokság utolsó négy mérkőzésén két győzelem mellett csak két döntetlen produkált, második helyen zárva az idényt a BVB mögött. A Bayern előtt egyetlen javítási lehetőség maradt: az UEFA-kupa döntője.
Az elődöntőben a németek otthon döntetlent (2-2) játszottak a Barcelona ellen. Az eredmény a spanyoloknak kedvezett, ám ez kevésnek bizonyult: a Camp Nou-ban kivívott győzelmével (1-2) a Bayern újfent bejutott egy európai kupa döntőjébe – kilencéves várakozást követően. A fináléban az Intertotó-kupából induló Girondins Bordeaux (főleg a Barça után) nem tűnt veszélyes ellenfélnek. Akkoriban még keveset mondott a világnak Zidane, Lizarazu és Dugarry neve. Ráadásul utóbbi kettő a eltiltása miatt a döntő müncheni első felvonásán nem is játszhatott, így aztán nem meglepő, hogy a Bayern simán, 2-0-ra nyert. A visszavágó már csak formalitás volt: Bordeaux-ban is kettővel nyert a bajor gárda (1-3). A Bayern 1976 után lett ismét nemzetközi kupagyőztes, s csatlakozott a Juventus, az Ajax és a Barcelona előkelő társaságához: Európában csak ez a négy klub tudta megnyerni a BEK-, a KEK- és az UEFA-kupa-sorozatot is. Klinsmann, a szezon hőse egyetlen idény alatt szerzett 15 góljával minden idők legeredményesebb gólszerzője lett a nemzetközi kupák történetében.
A következő szezonra (1996/97) visszatért Trapattoni. A klub leigazolta többek között Mario Baslert (Werder Bremen), Carten Janckert (SK Rapid), s újra újra a Bayern tagja lett Sammy Kuffour (1. FC Nürnberg). A cél mindenki számára világos volt: a bajnoki cím elnyerése. A bajorok az utolsó előtti fordulóban, a VfB Stuttgart legyőzésével húzták be újabb aranyérmüket. Giovanni Trapattoni, a védekezés mestere méltó maradt korábbi önmagához: az Bayern a legkevesebb vereséget (3) begyűjtve és a legkevesebb gólt (34) kapva lett a Bundesliga bajnoka.
1997 nyarán Klinsmann (elérve célját, hogy végre megszerezze pályafutása első bajnoki címét) Olaszországba, a Sampdoriához szerződött. Helyére Uli Hoeness a VfB Stuttgart brazil csatárát, a "mágikus háromszög" egyik tagját, Giovane Elbert igazolta. Mellette még Michael Tarnat (Karlsruhe) és Bixente Lizarazu (Athletic Bilbao) érkezett a csapathoz. A Bayern csak ritkán tudott csúcsformában játszani, ami odáig vezetett, hogy Otto Rehhagel Kaiserslauternje megelőzte a táblázaton. Trapattoni ekkor, sajtótájékoztatón adta elő legendássá vált kirohanását, melyben a nyilvánosság előtt bírálta futballistáit. Trap nem maradt most sem trófea nélkül: a DFB-kupát az MSV Duisburg ellenében Mario Basler utolsó percben lőtt szabadrúgása döntötte el a Bayern javára (2-1).

### 1998–2004 – A Hitzfeld-korszak
Trapattonit Ottmar Hitzfeld váltotta fel. Már az első évben megnyerték a bajnokságot, a nemzeti kupa döntőjében és a Bajnokok Ligája döntőjében szerepeltek irányítása alatt. Sajnos a két utóbbit nem sikerült megnyerni.

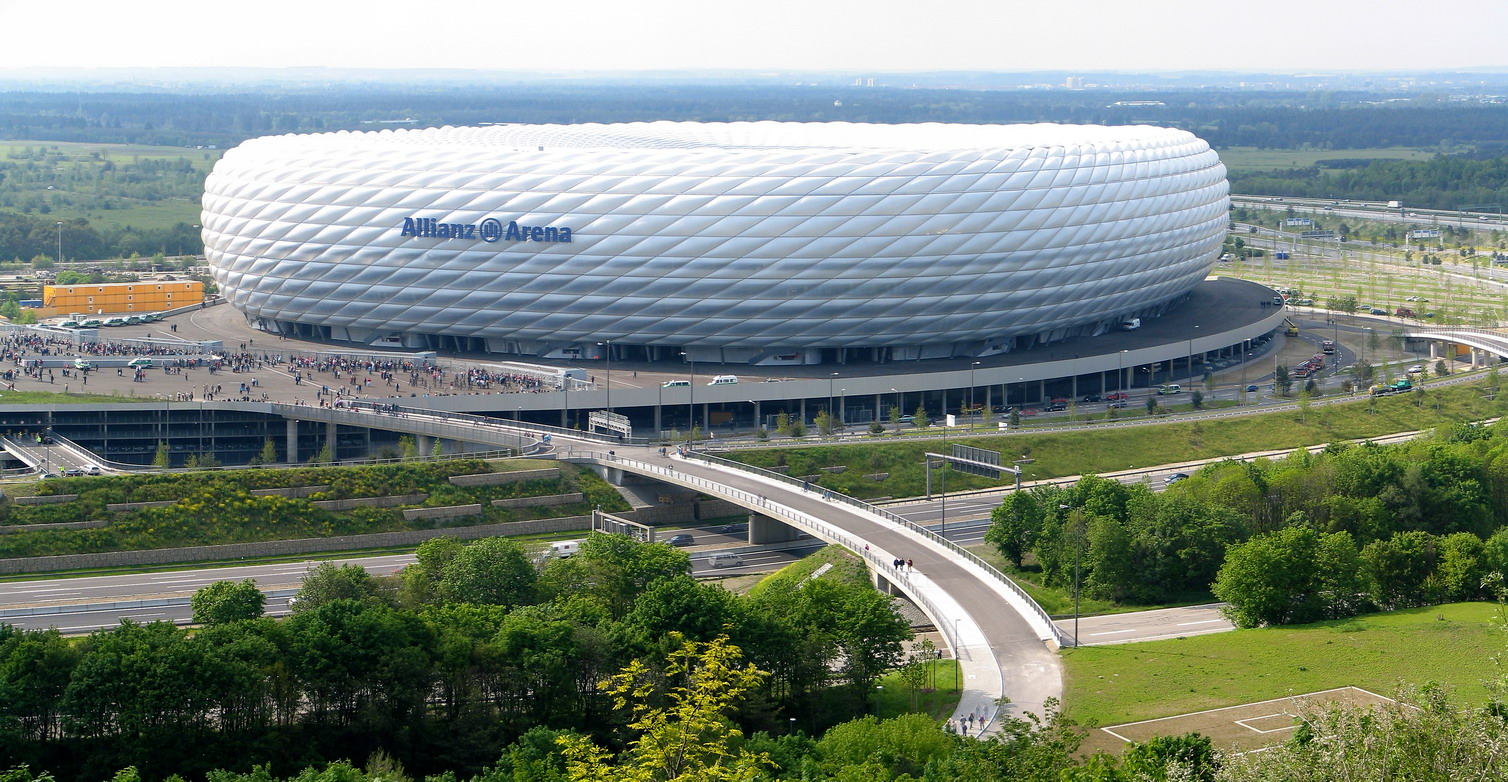
A 2005-ben átadott Allianz Arena.

Fergetegesen kezdte a csapat az új évszázadot. A Manchester United elleni 1999-es drámai vereség után nagy terveket szőtt a csapat Kahn, Effe és Elberrel az élen.
A terveket tettek követték, ezt érzékelhette a Real Madrid mikor is nyolc nap leforgása alatt nyolc gólt kaptak a Bayerntől (BL-4:2 a Bernabeu-stadionban, 4:1 az Olimpia-stadionban). A középdöntőben megint találkoztak, itt a Real bosszút állt, a 2:0-s otthoni győzelem elegendő volt a Realnak, mivel a visszavágón 2:1-re tudott csak győzni a Bayern.
A szezon mégis eredményes volt, hiszen a bajnokságban az utolsó fordulóban sikerült a Leverkulsent megelőzni kik az Unterhaching (ők is Müncheniek) ellen veszítettek. Így a bajnokság elnyerése sikerült. A nemzeti kupa döntőjében sikerült a Werder-Brement 3:0 arányban legyőzniük. Tehát az 1999-2000-es szezonban sikerült a duplázás.
A 2000-2001-es szezonban a nemzeti kupában már a második fordulóban kiestek a Magdeburg elleni mérkőzésen. De a bajnokságban 34. forduló után megint az első helyen álltak, és az utolsó fordulóban Patrik Andersson a HSV elleni mérkőzés hosszabbításában szerzett szabadrúgás góljával megnyerik a bajnokságot. Kuriózum, hogy a második helyen álló Schalke 04 ez időben már befejezte mérkőzését (amit megnyert) és már ünnepelte a biztosnak hitt bajnokság elnyerését.
Természetesen egy ilyen siker után nagy önbizalommal utazott a csapat Milánóba a BL döntőjére, amit a Valencia csapata ellen kellett játszani. Oliver Kahn volt a hős, hiszen három büntetőt is kivédett. A döntőt így Milánóban 5:4 arányban megnyerték.
2001/2002-es szezonban nem sikerült sem bajnokságot, sem a nemzeti kupát megnyerni. A bajnokságban csak harmadikak lettek a Dortmund és a Leverkusen után, a nemzeti kupában a középdöntőben estek ki a 2:0-s vereség után amit a Schalketől szenvedtek el. A CL-ben is csak a középdöntőig sikerült, ahol a Real kiütötte őket.

Viszont egy trófeát mégis csak sikerült nyerni, mégpedig nem is akármelyiket. A Boca Juniors Buenos Aires elleni mérkőzésen 1976 után megint elnyerik az interkontinentális kupát.
A 2002-2003-as szezonban megint sikerült a bajnokságot és a nemzeti kupát is megnyerni. A bajnokságot 16 pont különbségel a második helyezett Stuttgart előtt. A nemzeti kupa döntőjében az FC Kaiserslauternt 3:1-re verték meg. Michael Ballack két gólt is lőtt. Az év játékosa is ő lett. Egyetlen negatívum az a korai búcsú a BL-től. Az első csoportkörben búcsúzni kényszerültek. A La Coruna elleni mérkőzésen az a Makaay rúgta nekik a gólokat ki egy év múlva már a Bayernben fogja rúgni a bőrt. Makaay már az első idényben 23 gólt szerzett, törlesztve 18,75 millió eurós vételárát (a Bayern addigi legdrágább igazolása), viszont nem nyertek semmit, és ez Ottmar Hitzfeld állásába került. Hitzfeld a klub második legsikeresebb edzője. Az új edző Felix Magath lett, a VFB Stuttgart volt edzője.

### 2004–2008 – A Magath-éra és Hitzfeld visszatérése
A 2004-2005-ös szezonnak új edzővel vágott neki az FC Bayern München. Felix Magath edző vezetésével a csapat visszatért a sikerek útjára. Dupláztak a bajorok a bajnokság megnyerésével és a Német Kupa az FC Schalke 04 elleni 2:0-s megnyerésével. Az UEFA-bajnokok ligájában a negyeddöntőig meneteltek: az Arsenal FC összesítésbeli 3:2-es legyőzésétől az Chelsea FC elleni összesítésbeli 5:6-os alulmaradásig. Michael Ballack ekkor a középpálya irányításáért felelt. A szezon végeztével többek között 12 év után a ghánai Samuel Kuffour is távozott a csapatból.
A 2005-2006-os szezonra befejezték az Allianz Arena építését, melyet birtokba vehettek a müncheni labdarúgócsapatok. Az idény végén az FC Bayern München ismét duplázni tudott. A Német Kupa-címüket az Eintracht Frankfurt ellen védték meg. A BL-ből viszonylag korán, a legjobb 16 csapat között estek ki az AC Milan ellen két mérkőzés alatt született 2:5-ös gólkülönbséggel. A szezon során az utánpótlásból felkerült Bastian Schweinsteiger és a fejlődés reményében kölcsönadásból visszatért Philipp Lahm alapemberekké váltak a csapatban, majd a 2006-os hazai labdarúgó világbajnokságon bronzérmet szerző válogatottban is. Az idény végetértével a csapatból eligazolt Michael Ballack és Zé Roberto, valamint visszavonult Bixente Lizarazu és Jens Jeremies.
A 2006-2007-es szezonban a Bayern München hazai porondon botrányosan teljesített, habár a felkészülési időszakban megnyerték a Ligakupát. A Német Kupában Alemannia Aachen ellen 2:4-es vereséget szenvedtek, így már a harmadik körben kiestek. Ezt követően Felix Magathot menesztették, helyét Ottmar Hitzfeld. A régi-új edzővel a bajnokságban végül a 4., UEFA-kupa részvételi jogot érő helyen végeztek a bajorok. Az UEFA-bajnokok ligája B-csoportjában az FC Internazionale Milano előtt végzett a csapat. A nyolcaddöntőben a Real Madrid CF ellen jutottak tovább 4:4-es összesítést követően idegenben több lőtt góllal. Az első találkozó a holland Roy Makaay 10,2 másodperces rekordgyorsaságú gólja által vált híressé. A negyeddöntőben 2:4-es összesítésbeli eredménnyel maradtak alul a későbbi győztes AC Milan ellen. A szezon végeztével a bajnokság gólkirálya, Roy Makaay, Hasan Salihamidžić, Owen Hargreaves és Claudio Pizarro távozott a csapatból, valamint Mehmet Scholl visszavonult a labdarúgástól.

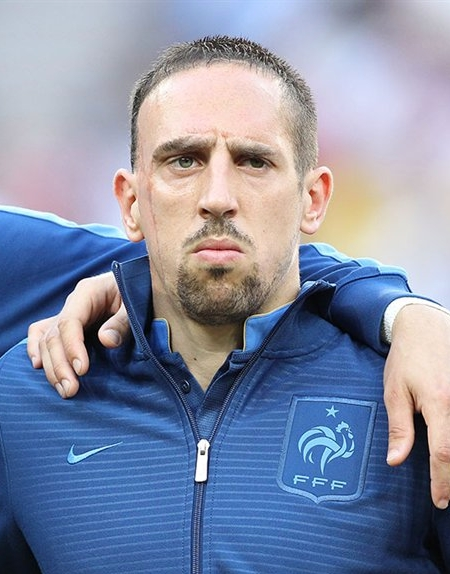
Franck Ribéry 2012-ben

2007 nyarán az FC Bayern München a keret megerősítése érdekében újabb játékosokat igazol, így érkezett a csapathoz az olasz Luca Toni, a török Hamit Altintop, a francia Franck Ribéry és a német Miroslav Klose is. Ottmar Hitzfeld irányítása alatt ismét duplzáni tudott az müncheni gárda: a bajnokságban az első fordulótól az utolsóig birtokolták az első helyet; a kupában pedig legyőzve az összes riválist, majd a döntőben a feltörekvő Borussia Dortmundot is 2:1-re diadalmaskodtak. Az UEFA-kupában az elődöntőig menetelt a fiatal labdarúgókból álló bajor csapat: a csoport megnyerése után a legjobb 32 csapat között a skót Aberdeen ellen jutottak tövább 7:3-as összesítéssel, a nyolcaddöntőben összesítésben 6:2-re múlták felül belga RSC Anderlecht csapatát, negyeddöntőben 4:4-es összesítéssel és idegenben több lőtt góllal jutottak túl a spanyol Getafe CF csapatán, majd az elődöntőben a későbbi győztes orosz Zenyit Szentpétervár ellen estek ki 1:5 arányban. A 2007-2008-as a szezon végeztével Oliver Kahn végleg visszavonult a labdarúgástól, valamint Ottmar Hitzfeld távozott az FC Bayern München kispadjáról. A szezont követően a 20. bajnoki cím megszerzésével a szabályok értelmében felkerült még egy, a 4. csillag a klub címere fölé.

### 2008–2011 – Klinsmann és Louis van Gaal

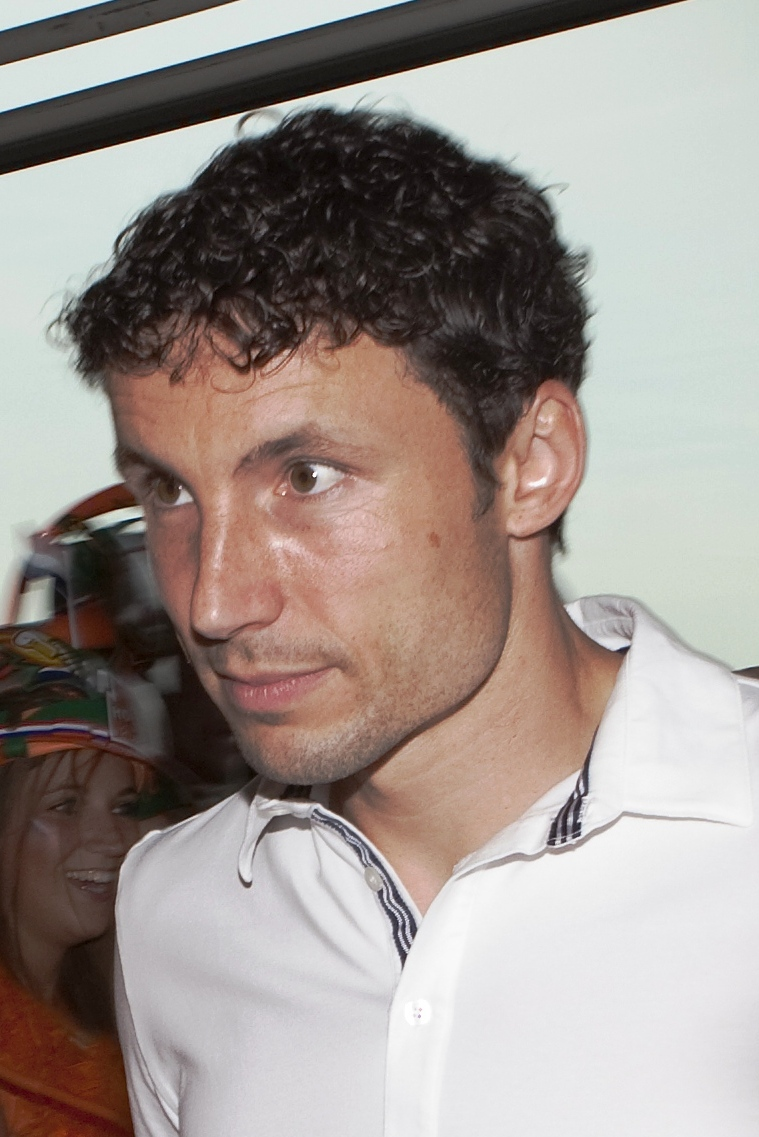
Mark van Bommel

A 2008-09-es szezont nagy reményekkel várta a müncheni alakulat, bízván az európa-bajnokságon ezüstérmet szervő német válogatott játékosokban. A magas elvárások ellenére egyik sorozatban sem szerepelt az elvárásoknak megfelelően az FC Bayern München: a bajnokságban a 2. helyen végzett a csapat; a német kupában a negyeddöntőben búcsúzottak; a BL-ben a nyolcaddöntőben rekordnak számító 12:1-es gólkülönbséggel jutott tovább a portugál Sporting CP ellen a bajor alakulat, majd a negyeddöntőben a későbbi győztes FC Barcelona búcsúztatta 1:5-ös összesítéssel a bajorokat. Áprilisban Jürgen Klinsmann, a Bayern München egykori játékosa távozott az edzői posztról, helyét a szezon végéig Jupp Heynckes vette át.

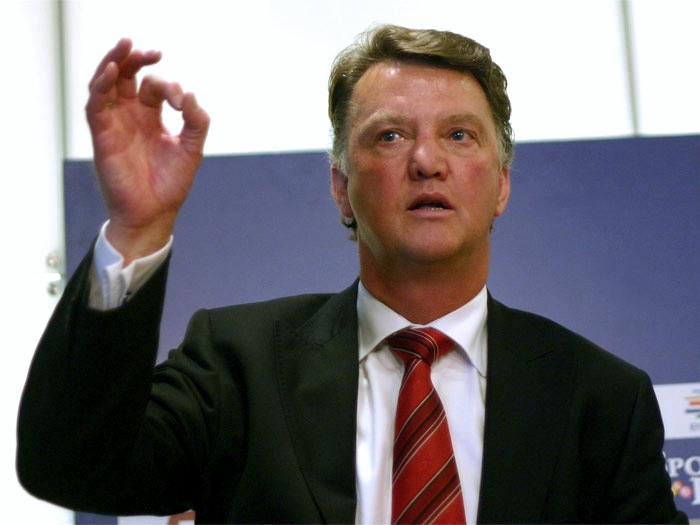
Louis van Gaal

2009 nyarán a Bayern München vezetősége Louis van Gaalt igazolta le a vezetőedzői pozícióba. Franck Ribéry is távozni akart, mivel nem érezte elég erősnek a keretet; válaszul a klub leigazolta Arjen Robbent. 2009. november 28-án Franz Beckenbauer helyét Uli Hoeneß vette át az elnöki székben. A nyolcaddöntőben az ACF Fiorentina ellen, majd a negyeddöntőben a Manchester United FC ellen Arjen Robben és Ivica Olić híres góljaival 4:4-es összesítéssel és több idegenbe lőtt góllal jutott tovább a Bayern München. A BL-döntőbe az Olympique Lyonnais összesítésbeli 3-0-s legyőzésésvel jutott a csapat. Május 15-én, a BL-döntő előtti hétvégén a csapat az SV Werder Bremen 4:0-s legyőzésével megnyerte a német kupát, így a bajnokság május 8-i megnyerésével 8. alkalommal dupláztak a müncheniek. Az FC Bayern München a triplázás reményével vághatott neki a Bajnokok ligája-döntőjének, melyet végül 0-2-re elvesztettek az FC Internazionale Milano ellen. A szezon két felfedezettje a két saját necelésű játékos Holger Badstuber és Thomas Müller lett.
A 2010 nyarán az FC Bayern München megnyerte az 1996 után ismét megrendezett, immáron a Német Labdarúgóliga égisze alatt futó DFL-Szuperkupát. Louis van Gaalt menesztették posztjáról a BL-ből az FC Internazionale Milano elleni korai kiesés és a csapat az elvárásoknak nem megfelelő teljesítménye miatt. A Német Kupából a 0:1-re elvesztett elődöntőben estek ki az FC Schalke 04 ellen. Végül a bajoroknak a BL-pótselejtezőt érő 3. helyet sikerült kiharcolni a bajnokságban. Mario Gómez a Bundesliga gólkirálya lett. Az év felfedezettjei az utánpótlásból felkerülő David Alaba és Toni Kroos lett. A szezon végeztével a csapatból Mark van Bommel és Miroslav Klose távozott.

### 2011–2013 – Jupp Heynckes és a triplázás

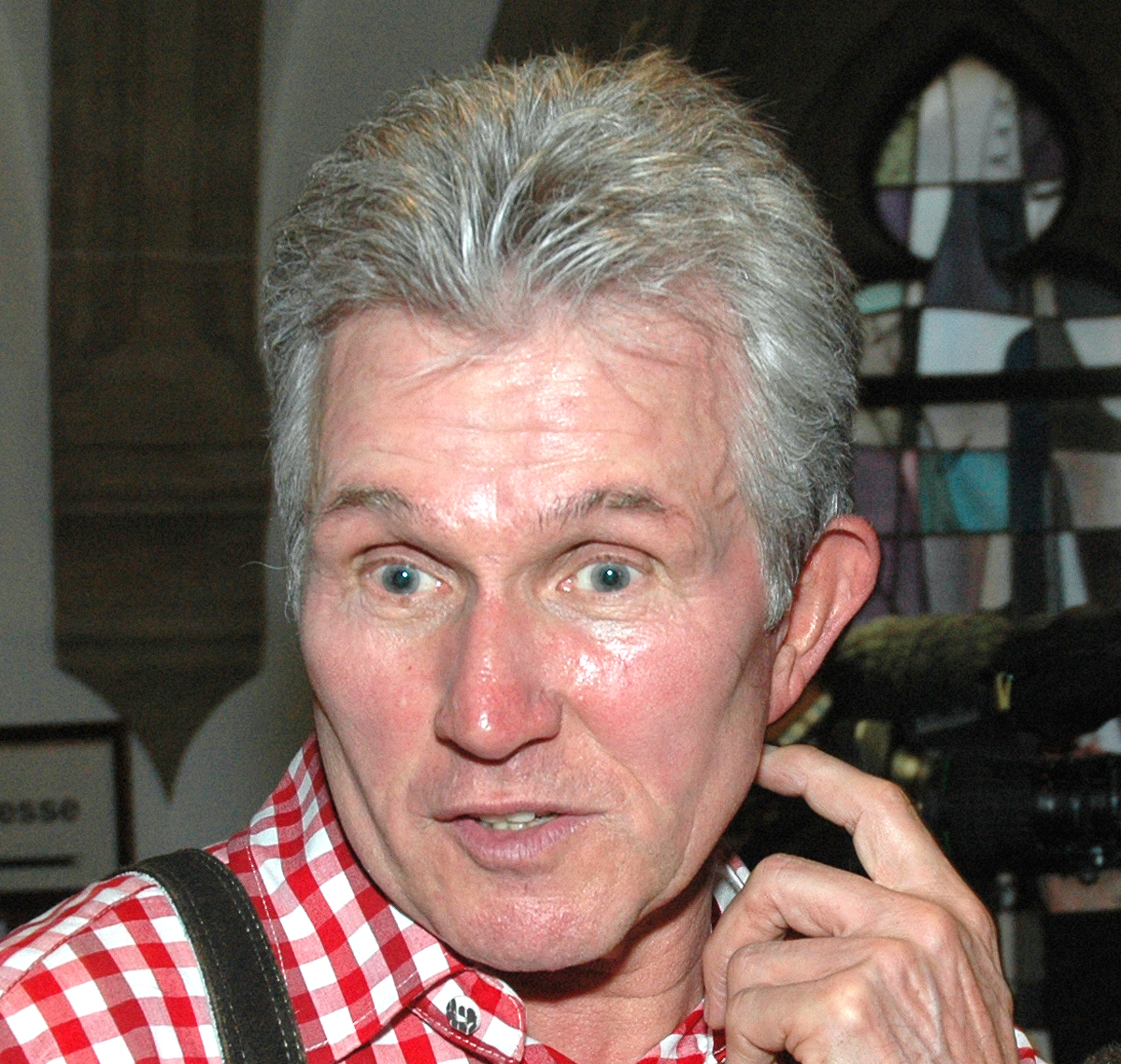
Jupp Heynckes 2013-ban

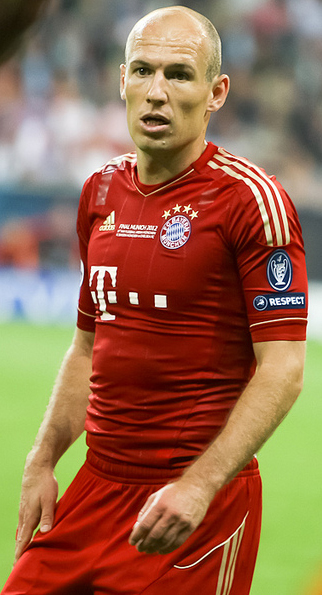
Arjen Robben, a 2012-es BL-döntő negatív, a 2013-as BL-döntő pozitív hőse

2011 nyarán visszatér Jupp Heynckes, aki harmadjára ül le az FC Bayern München kispadjára. A Bayern a 2011–2012-es szezonban a BL halálcsoportjának megnyerése után a döntőig menetelt. A csapat először az FC Baselt ejtette ki. Az első mérkőzésen 1-0-s vereséget szenvedett, de Münchenben már 7-0-ra végződő mérkőzésen győzött a Bayern, hol Mario Gómez parádézni tudott 4 szerzett találatával. A negyeddöntőben az Olympique de Marseille-t ejtették ki 2-0-ra megnyert idegenbeli és hazai mérkőzésen. Az elődöntőben 3-3-as összesítésig jutott a Bayern München és a Real Madrid CF, ahol az idegenben lőtt gólok egyező mennyisége miatt a büntetőpárbaj során dőlt el a továbbjutás kérdése. A döntőben a Chelsea FC-vel találkozott, amit Münchenben hazai közönség előtt nem tudott megnyerni. Rendes játékidőben 1-1, tizenegyesekkel 3-4 az Chelsea FC javára. A kupában a döntőig menetelt, hol a BL döntő előtti szombaton a Borussia Dortmund győzte le a Bayern Münchent 2-5-ös pofon hatású eredménnyel. A bajnokságban szakértők szerint nem bírta erővel a Bayern München, erre részben az is tanúbizonyíték, hogy amíg a Ruhr-vidéki rivális is versenyben volt a BL-ben, tartották egymással a lépést, sőt az őszi szezon bajnoka a Bayern München lett. Fő oka a kulcsjátékosok hiánya sérülések miatt, mivel "rövid" volt a kispad, megvalósíthatatlan volt a hiányosságok pótlása. Ebben a szezonban a Bayern München 3 ezüstéremmel zárt.

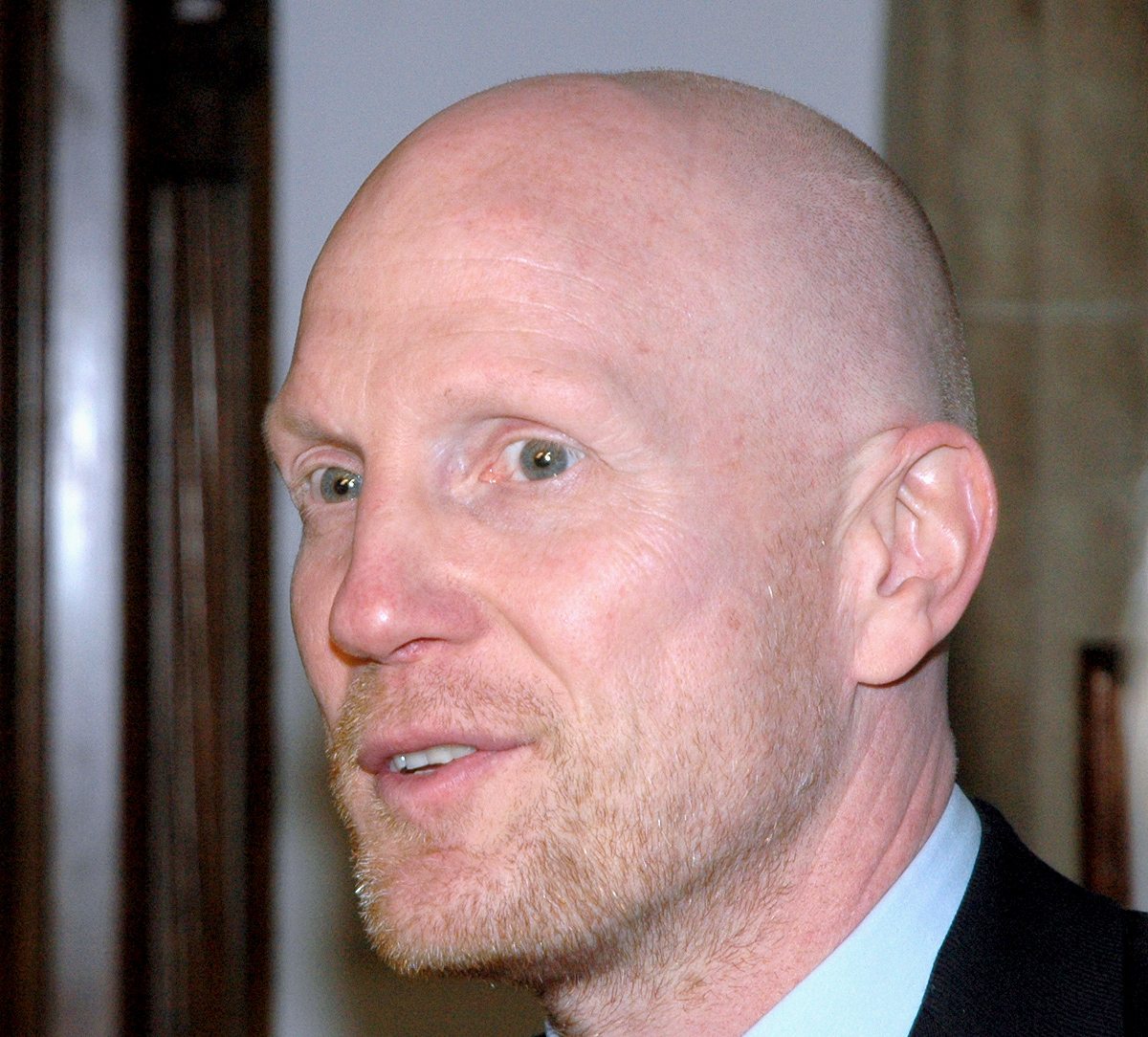
Matthias Sammer sportigazgató, a siker egyik alappillére 2013-ban

2012–2013-as szezon előkészületi szakaszában jelentősen erősítettek. Érkezett: Mario Mandžukić a VfL Wolfsburg csatára, Claudio Pizarro az SV Werder Bremen csatára, a Bayern München egykori támadója és közkedvelt játékosa, Javi Martínez az Athletic Bilbao középpályása, aki a Bundesligában rekordösszeget érő pénzért 40 millió eurós kivásárlási ár ellenében jött és Dante a Borussia Mönchengladbach védője. 2012 nyarán Christian Nerlinger sportigazgató helyére Matthias Sammer, egykori dortmundi és aranylabdás játékos került. Augusztus 12-én saját stadionjában fogadta vendégül a 2012-es évben harmadik aranyérmére hajtó Borussia Dortmundot a Bayern a Szuperkupa keretein belül, melyet 2:1 arányban meg is nyert a rivális ellen.
Az előző évek sikertelenségeit követően az FC Bayern München hatalmas elszántsággal vágott neki a végül történelmi sikerrel záruló 2012-2013-as szezonnak.
1. Bundesliga
A bajnokságot már április 6-án, 28. fordulóban megnyerték. 30 rekordot döntött meg a Bayern a Bundesligában. Az bajnokság során csupán egy alkalommal szenvedett vereséget a csapat: 1:2-re kapott ki a Bayern München október 28-án a Bayer 04 Leverkusen ellen hazai pályán; valamint négy alkalommal játszott döntetlent a 29 győzelem mellett. A legnagyobb győzelmet is a bajorok aratták: március 28-án 9:2-re győzték le a Hamburger SV csapatát. Végül 91 ponttal nyerték meg a bajnokságot a bajorok, 10 ponttal megjavítva a Dortmund előző szezonban elért 81 pontos rekordját. 25 pontos rekordelőnnyel végzett a Bayern München a tabellán a második Borussia Dortmund előtt.
2. UEFA Bajnokok-ligája

A BL-döntő kezdőcsapatai

A BL-ben a Bayern München csoportelsőként jutott tovább Valencia CF előtt, majd találkozott az Arsenal FC-vel. Londonban 3-1 arányban győzött a Bayern München, míg Münchenben a londoniak nyertek 0:2-re, de idegenben több lőtt góllal a Bayern München jutott tovább. Elszenvedte szezonbeli harmadik, egyben utolsó vereségét a bajor alakulat. A negyeddöntőben az olasz Juventus FC-vel került szembe a német alakulat, akiken 4:0-s összesítéssel (2:0;2:0) jutottak tovább. Az elődöntőben az FC Barcelona lett az ellenfele a Bayern Münchennek. A bajorok 4:0-s hazai, illetve 3:0-s idegenbeli győzelemmel múlták felül a katalánokat, gy már 4 éven belül harmadjára játszott a legrangosabb európai kupasorozat döntőjében. A rivális Borussia Dortmund ellen lépett pályára az FC Bayern München a Bajnokok Ligája döntőjében. A német rangadót a müncheniek nyerték meg 2:1 arányban. A Bayern München a közvélemény szerint a legerősebb csapattá fejlődve ült fel Európa trónjára a Wembley Stadionban 2013. május 25-én.
3. Német-kupa
Az első fordulóban az SSV Jahn Regensburg vendégeként győzött a Bayern München 4:0 arányban. Október végén az 1. FC Kaiserslautern ellen szintén 4:0-os győzelmet arattak hazai pályán. A következő körben az FC Augsburg-ot győzték le a bajorok 2-0-ra. A negyeddöntőben a Borussia Dortmund ellen győzött a Bayern München alapításának 113. évfordulóján 1:0-ra Arjen Robben góljával. Az elődöntőben a VfL Wolfsburgot múlták felül a bajorok 6:1-es végeredménnyel. A döntőt szokás szerint a berlini Olympiastadionban rendezték meg. A VfB Stuttgart 3:2-es legyőzésével tudta a Bayern megvalósítani a történelmi triplázást. A kupa gólkirálya Mario Gómez lett a maga 5 találatával.
A 2012-2013-as szezonban a Bayern München a megnyerhető 4 trófeából mind a négyet megnyerte, ezzel végrehajtotta a történelmi triplázást, ami a münchenieken kívül csupán 6 csapatnak sikerült. 2013. június 1-jén a Bayern edzője, Jupp Heynckes visszavonul a labdarúgástól, akit az FC Barcelona egykori sikeredzője, Josep "Pep" Guardiola váltja az FC Bayern München kispadján.

### 2013-tól – Josep Guardiola-éra

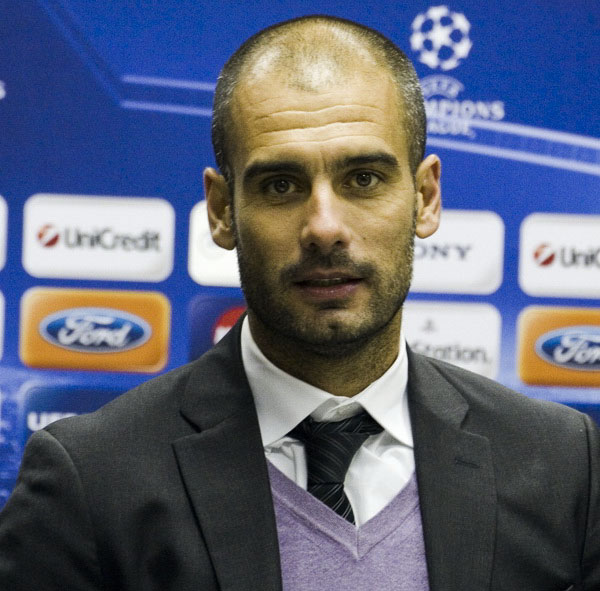
Josep Guardiola 2010-ben

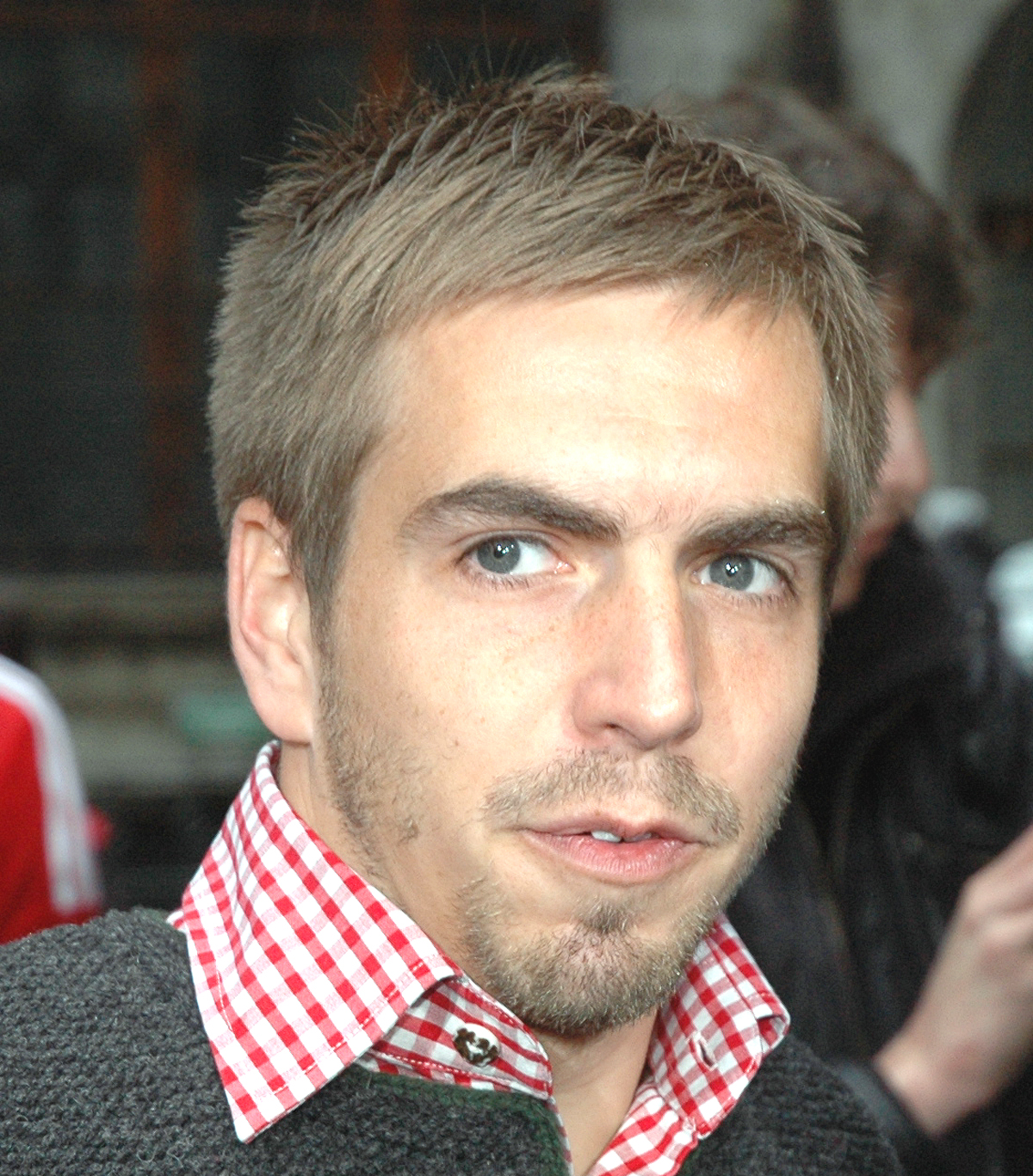
Philipp Lahm, "A leginteligensebb játékos" 2013-ban

2013 júliusától átveszi a csapat irányítását Josep Guardiola, aki azelőtt a spanyol FC Barcelona vezetőedzője volt. Az új edző hatására Mario Götze, a Borussia Dortmund középpályása, valamint Thiago Alcántara, az FC Barcelona középpályása érkezett a csapathoz. A 2013-as német labdarúgó-szuperkupa 4:2-es vereséggel zárult bajorok számára. Augusztus 30-án megnyerték az UEFA-szuperkupát, így a Bayern lett az első német alakulat, mely el tudta hódítani ezt a nemes trófeát.
Az FC Bayern München történelmében új korszak kezdődött. A csapat új rekordot állított fel a Bajnokok ligájában zsinórban megnyert 10 mérkőzéssel. Decemberben a bajor csapat 2013-as FIFA-klubvilágbajnokságon vett részt, melyet a Guangzhou Evergrande élődöntőbeli 3-0-s, majd a Raja Casablanca elleni döntőben aratott 2:0-s győzelemmel nyerte meg az FC Bayern München.

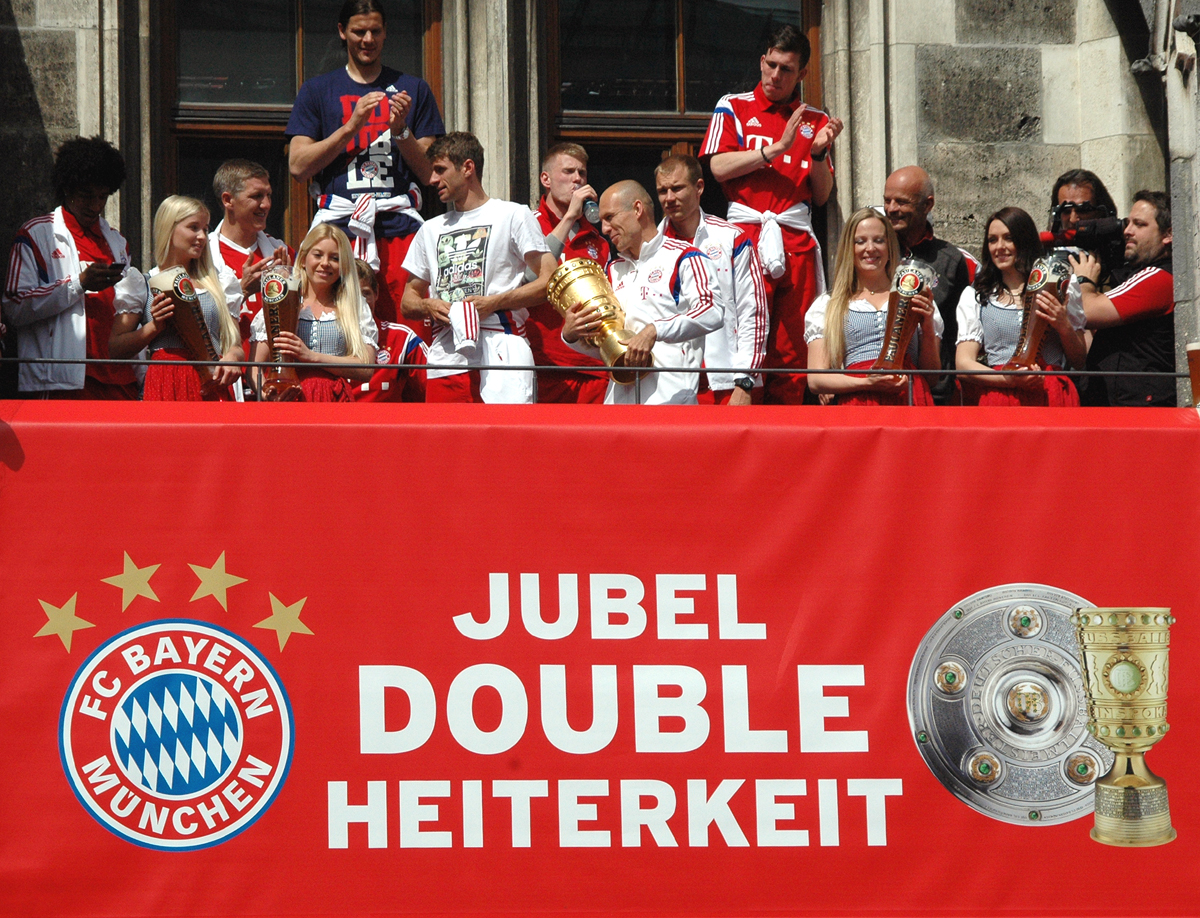
A tizedik duplázás ünneplése

2014. március 13-án Uli Hoeneß adócsalási pere miatt lemondott elnöki posztjáról, így a klublegenda 45 év után már nem áll szolgálatára az FC Bayern München családjának. A bajorok a Bundesligát rekordgyorsasággal nyerték meg a 27. fordulóban március 25-én. Ezen történelmi tettből kifolyólag a csapat elvesztette sikeréhségét és lendületét: következő három mérkőzésén képtelen volt győzni az erősen rotált csapat. A rekordot jelentő 19 mérkőzése tartó győzelmi sorozat a 28. fordulóban szakadt meg. Április 5-én az FC Augsburg ellen elszenvedett 0:1-es vereséggel szakadt meg a csapat 53 mérkőzése tartó veretlenségi sorozata. A Bajnokok ligájában az elődöntőig jutott el a bajor alakulat az Arsenal FC-t legyőzve 3-1-es összesítéssel (2:0; 1:1) a nyolcaddöntőben, majd a negyeddöntőben a 4:2-es összesítéssel (1:1; 3-1) múlták felül a Manchester United FC-t. Az elődöntőben viszont 0-5-ös összesítéssel (0:1; 0:4) estek ki a bajorok a Real Madrid CF ellen. Május 2-án Karl Hopfnert választották meg az egyesület elnökének. Május 17-én a csapat hosszabbításban 2:0-ra győzte le a Borussia Dortmundot a német-kupa-döntőjében. Az FC Bayern München történelme során 10. alkalommal tudott duplázni a szezon végeztével.
2014 nyarán megnyeri a világbajnokságot a Német labdarúgó-válogatott, melynek keretében hat Bayern-játékos szerepelt: Philipp Lahm, Bastian Schweinsteiger, Manuel Neuer, Jérôme Boateng, Mario Götze és Toni Kroos. Philipp Lahm lett a második müncheni születésű világbajnok csapatkapitánya a Nationalelf-nek.
Az új szezon felkészülési időszakában a csapat elvesztette a német szuperkupát. Több meghatározó játékos is távozott, valamint többek között érkezett Robert Lewandowski és Xabi Alonso az FC Bayern Münchenhez. A világbajnokságot követően nagy volt a sérültek száma, így a középpálya irányítása a hamar beilleszkedő Xabi Alonso és a több poszton játszani képes Philipp Lahm hatáskörébe került. A bajorok a 4. BL-csoportkör után csoportelső csapatként biztosították be helyüket a nyolcaddöntőbe.